# Puig Ballador
El Puig Ballador, o de Coll Ballador (en alguna monografia escrit Vallador), és una muntanya de 1.195,2 metres dels termes comunals de la Menera i de Serrallonga, a la comarca del Vallespir, de la Catalunya del Nord.
Es troba a prop de l'extrem sud-oest del terme de Serrallonga i a la zona central-oriental des de la Manera, al nord-oest de les Torres de Cabrenç i al nord-est del Coll de les Estanoses.